# The Pearl of Paradise
The Pearl of Paradise è un film muto del 1916 scritto, diretto e interpretato da Harry A. Pollard. La storia, ambientata su un'isola dei mari del sud, aveva come protagonista l'attrice Margarita Fischer, moglie di Pollard e produttrice del film insieme a lui. Tra gli altri interpreti, Joe Harris, Beatrice Van e J. Gordon Russel.

## Trama
Gomez, un impetuoso torero, dopo aver ucciso il marito della sua amante fugge via con la piccola Yulita, andando a nascondersi in un'isola dei mari del sud tagliata fuori dal mondo. Yulita cresce senza sapere nulla del mondo esterno: l'unico uomo bianco che conosce è Piete Van Dekken, un bieco capitano olandese che più di una volta cerca di sedurla. Un giorno, sull'isola arrivano John Dellow e Denise, la sua fidanzata, scampati a un naufragio. Tra Yulita e John nasce l'amore ma quando vi giunge una nave, John - anche se a malincuore - se ne va via insieme a Denise. Devastata, Yulita finisce per annegare mentre cerca di inseguire la nave con la sua canoa.
La morte di Yulita, però era un incubo di John; il giovane, risvegliatosi, corre dall’amata, la salva da Van Dekken e volta le spalle alla civiltà per restare con lei tutta la vita.

## Produzione
Il film fu prodotto dalla Harry Pollard Productions (con il nome Pollard Picture Plays), una piccola compagnia fondata da Pollard e da sua moglie Margarita Fischer. The Pearl of Paradise fu il primo dei quattro film che produssero.
Il film, ambientato nelle isole del sud, venne girato a San Diego.

## Distribuzione
Distribuito dalla Mutual, il film uscì nelle sale cinematografiche degli Stati Uniti il 2 novembre 1916.
Copia completa della pellicola si trova conservata negli archivi della Library of Congress di Washington e in quelli dell'Academy Film Archive di Beverly Hills.